# 卡氏古冠企鵝
卡氏古冠企鵝（學名Palaeeudyptes klekowskii）是一種已滅絕的古冠企鵝屬。牠們的大小如南極古冠企鵝，比現今的皇帝企鵝稍大，是世界上最大的企鹅。牠們的遺骸是在南極西摩爾島（Seymour Island）La Meseta組發現的，可以追溯至始新世晚期。
卡氏古冠企鵝最初並不被分類為獨立的物種，但是根據牠們大量的化石遺骸，以及與貢納古冠企鵝同時存在的可能性不大，故被分類為獨立的物種。